# Nuda per un delitto
Nuda per un delitto è un film del 1964 diretto da Robert Hossein.

## Trama
Nella regione boschiva del Tirolo, il direttore della grande segheria Wollmer è stato assassinato. L'indagine, affidata al commissario Friedrich, si rivela particolarmente difficile perché Wollmer era odiato da molte persone. Mentre le indagini proseguono, Florence, la vedova dell'ucciso, viene perseguitata da un individuo ignoto che sostiene di sapere chi ha ucciso suo marito. Invece di informare la polizia di questo, la donna decide di scoprire da sola l'identità del suo ricattatore e i suoi sospetti si focalizzano su Franz Liebert, direttore della segheria del defunto marito.